# Mitcham (Londen)
Mitcham is een wijk in het Londense bestuurlijke gebied Merton, in de regio Groot-Londen.
De wijk heeft twee treinstations, Mitcham Junction en Mitcham Eastfields.
In Mitcham stond tot in de negentiger jaren van de 20e eeuw een Philipsfabriek, waar vanaf de opening in 1927 allerhande elektronische apparaten werden gemaakt. In de wijk Carshalton wordt aan deze fabriek herinnerd door twee straatnamen: Philips Close en Eindhoven Close.

## Sport
Mitcham heeft een korfbalclub, Mitcham, die één keer de Europa Cup finale bereikte maar verloor van Catbavrienden uit België.

## Geboren in Mitcham
- Peter Mitchell (1920-1992), biochemicus en Nobelprijswinnaar (1978)
- Annie Ross (1930-2020), Brits-Amerikaans jazzzangeres en actrice
- Michael Moorcock (1939), sciencefictionschrijver
- Slick Rick (1965), Brits-Amerikaans rapper

## Afbeeldingen

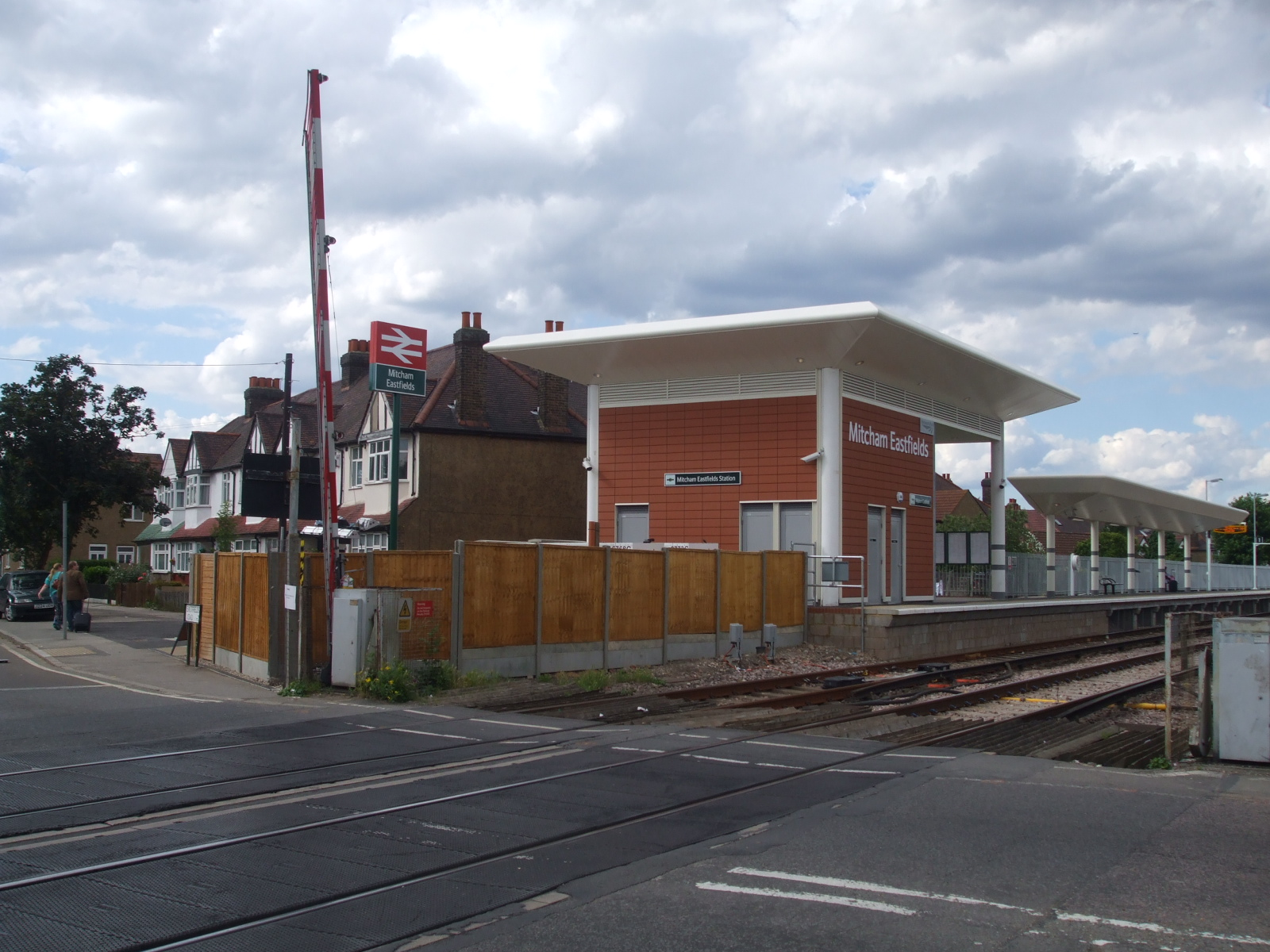
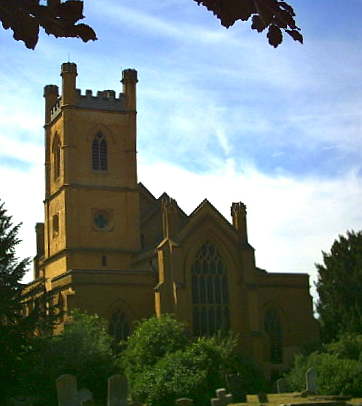
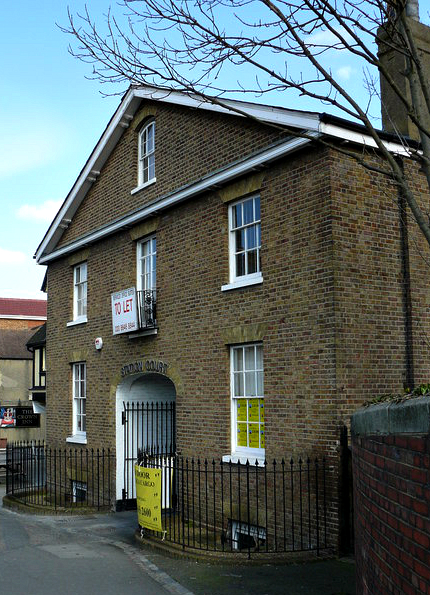
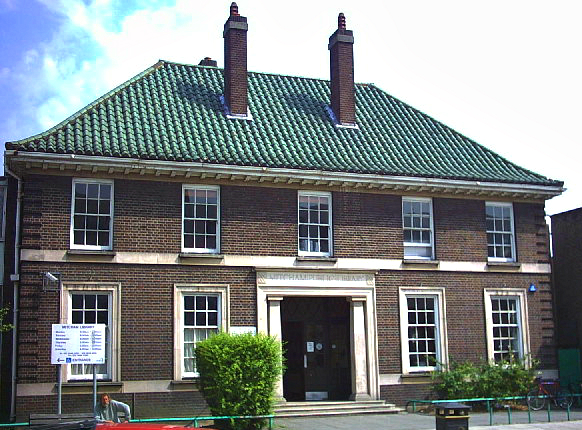
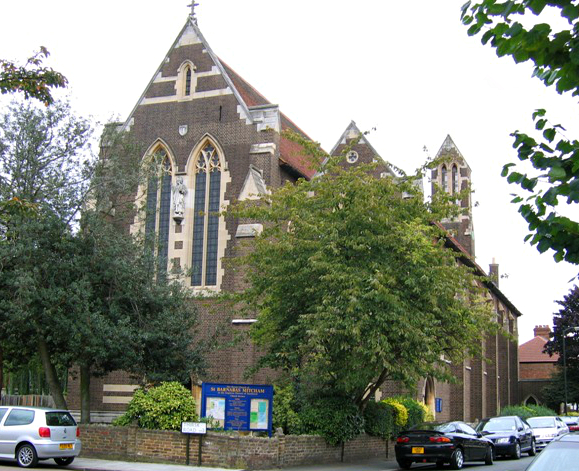
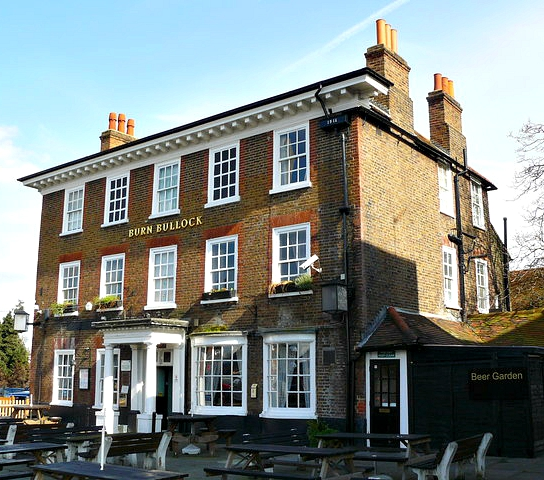
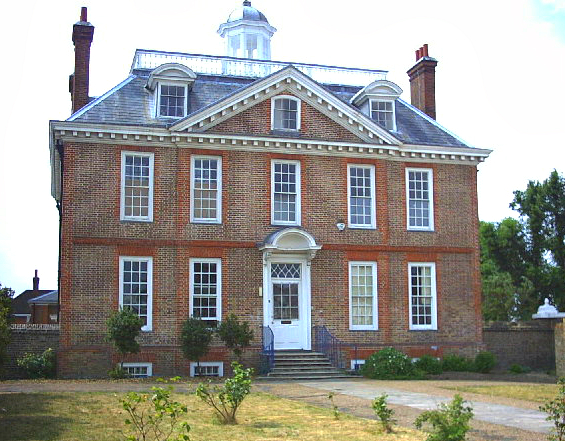